# San Paolo Bel Sito
San Paolo Bel Sito ist eine Gemeinde mit 3371 Einwohnern (Stand 31. Dezember 2023) in der Metropolitanstadt Neapel, Region Kampanien.
Die Nachbarorte von San Paolo Bel Sito sind Liveri, Nola und Palma Campania.

## Bevölkerungsentwicklung
San Paolo Bel Sito zählt 1150 Privathaushalte. Zwischen 1991 und 2001 stieg die Einwohnerzahl von 3013 auf 3356. Dies entspricht einem prozentualen Zuwachs von 11,4 %.